# حرب زيان
نشبت حرب زيان بين طرفي نزاع هما: فرنسا والاتحاد الكونفدرالي لقبائل البربر في المغرب عام 1914 واستمرت حتى عام 1921. وجدير بالذكر أنه في عام 1912 وُضِعَت المغرب تحت وصاية فرنسية، كما سعى المقيم العام الجنرال لويس هوبير ليوتي لمد النفوذ الفرنسي شرقًا خلال جبال الأطلس الوسطى نحو الجزائر الفرنسية. هذا ما عارضه أهل زيان بقيادة موحا أو حمو الزياني. جرت أولى أحداث الحرب لصالح الفرنسيين، وسرعان ما استولى الجيش الفرنسي على المدن الرئيسة في كل من تازة وخنيفرة. على الرغم من فقدان الزيانيون لقاعدتهم العسكرية في خنيفرة، فقد ألحقوا بالجيش الفرنسي خسائر فادحة؛ فشيد الفرنسيون مُخيمات متنقلة، إلى جانب إتباع نهج الأسلحة المشتركة الذي يهدف إلى مزج كلًا من جنود (المشاة والمدفعية والفرسان) ليُشكلوا قوة واحدة متماسكة.
إن انسحاب بعض القوات الفرنسية للخدمة في فرنسا إلى جانب مقتل أكثر من ستمائة جندي فرنسي في معركة الهري برهن على خطورة نشوب الحرب العالمية الأولى. كما أعاد ليوطي تنظيم القوات العسكرية المتاحة، ليُشكل «درعًا بشريًا» يتألف من: قاعدة عسكرية أمامية تتولاها أبسل الكتائب لحماية الحدود الخارجية للإقليم الفرنسي، بمعاونة من الكتائب الأقل كفاءة لتتمركز نقاط الحراسة الخلفية. وفي غضون الأربع سنوات التي عقبت تلك الأحداث، نجح الفرنسيون في الاحتفاظ بغالبية إقليمهم، رغم تدعيم دول المركز لاتحاد الزيان ماديًا وأمنيًا، ورغم ما واجهه الجيش الفرنسي من مناوشات وغارات مستمرة، عملت على تقليص عدد الجنود الذي لم يكن كبيرًا بالفعل.
عقب توقيع الهدنة مع ألمانيا في نوفمبر\تشيرين الثاني عام 1918، ظلت قوات لا يمكن إنكارها من رجال القبائل رافضة للسيطرة الفرنسية. استأنف الفرنسيون هجومهم على خنيفرة عام 1920 مؤسسين سلسلة معاقل لكبح حرية تنقل أهل زيان، كما أفسح الفرنسيون مجالًا للمفاوضات مع أبناء موحا، وبالفعل نجح الفرنسيون في إقناع ثلاثة منهم وكثير من أتباعهم للاستسلام والخضوع للسيطرة الفرنسية. ونتج عن ذلك الانشقاق الذي نشب بين صفوف الاتحاد الكونفدرالي الزياني بين مؤيدي ومعارضي الاستسلام، اقتتال داخلي ومقتل حمو الزياني في ربيع عام 1921. ومن ثم، شنت فرنسا هجمة عنيفة ثلاثية المحاور داخل جبال الأطلس الوسطى ساحقة للمنطقة بأكملها. كما فر بعض رجال القبائل بقيادة موحا أو سعيد إلى أعالي الأطلس مواصلين عمليات الكر والفر، مستهدفين مراكز القوى العسكرية الفرنسية، واستمرت تلك العمليات الفدائية حتى ثلاثينيات القرن العشرين.

## جذور

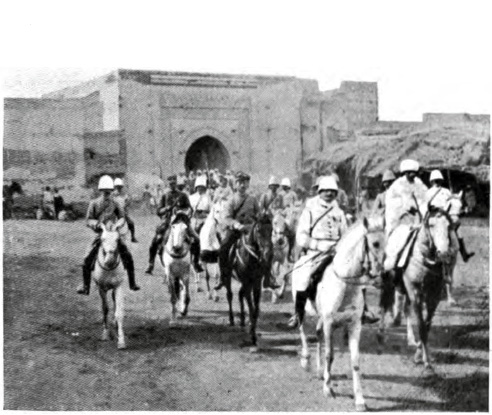
دخول الجنرال مانجن مراكش في التاسع من أيلول 1912

وُضعت المغرب تحت الوصاية الفرنسية عقب توقيع معاهدة فاس عام 1912، كان توقيع تلك المعاهدة ضمن نتائج أزمة أغادير عام 1911، التي بفضلها أُرسلت قوات فرنسية وأسبانية إلى المغرب لإخماد ثورة ضد سلطان عبد الحفيظ. قاد تلك الحماية الفرنسية المقيم العام الجنرال لويس هوبير ليوتي، الذي تكيف الإسلوب المغربي التقليدي للحكم من خلال النظام القبلي. كما قام ليوتي باستبدال يوسف بأخيه عبد الحفيظ فور توليه المنصب، مما أدى إلى غضب القبائل وعينوا أحمد الحيبة سلطان على مراكش، كما أسروا ثمانية أوروبيين؛ فسرعان ما تحرك ليوتي ضد هذا التمرد وبعث تشارلز مانجن مزودًا بخمسة آلاف كتيبة عسكرية ليسترد المدينة. وبالفعل أبلى رجال مانجن بلاءً حسنًا، فقد حرروا الأسرى وألحقوا بأهم رجال القبيلة خسائر فادحة، أسفرت عن مقتل رجلان وإصابة ثلاثة وعشرين. كما فر أحمد الحيبة إلى جبال الأطلس برفقة أعداد قليلة من أتباعه، وظل يناضل ضد الفرنسيين إلى أن وافته المَنية عام 1919.

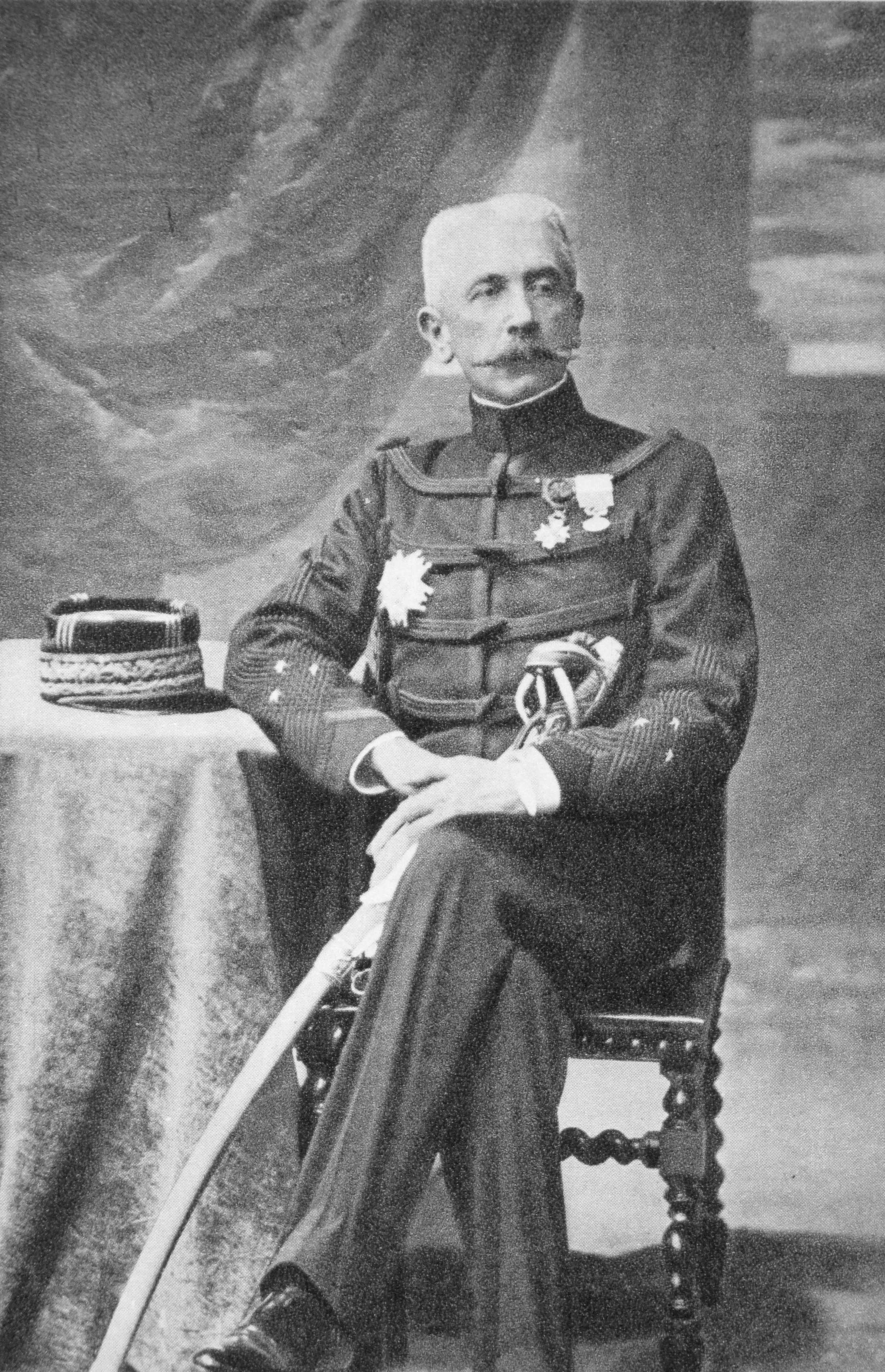
صورة الجنرال ليوتي، التقطت في 9 عام 1908

تردد صدى فكرة مد النفوذ الفرنسي قدر المُستطاع، بداية من تونس مارًا بدهاليز مدينة تازة داخل المغرب حتى المحيط الأطلنطي، على أذهان المجتمع الفرنسي. لقد عمل ليوتي لصالح هذه الفكرة، فدعم الاحتلال الفرنسي لجبال الأطلس الوسطى من خلال الوسائل السلمية حيثما أمكن، كما رفضت الثالوثية البربرية التي تشمل: موحا أو حمو الزياني قائد الاتحاد الكونفدرالي لقبائل البربر، وموحا أوسعيد قائد كويرا، وأيضًا على أمهاوش زعيم الحركة الجهادية (درقاوى)لانتشار الإسلام في المنطقة.
قاد حمو ما بين أربع أو أربع ومائتي آلاف  ، كما زعِم أهل زيان منذ عام 1877 معارضًا للفرنسيين منذ بدء تدخلهم في الشئون المغربية. بعد عزل السلطان عبد الحفيظ، تولى المنصب عدوٌ للفرنسيين الذي تزوج نجلة حمو، كما أعلن حرب دينية على الفرنسيين، وكثف الهجمات على القبائل والقوافل العسكرية الموالية أو الخاضعة للفرنسيين. كما قيل أنه رجل كبير سنًا، رشحه رجال القبائل بالمنطقة لمنصب ذو أهمية. بالإضافة لكونه (قائد) مسؤول محلي للحكومة المغربية سابقًا، يتمتع بصلاحيات شبه مطلقة، كما خدم أيضًا في جيش السلطان عبد العزيز ضد مُدعي في مدينة تازة عام 1902. بالرغم من عدم تحفظه إزاء التفاوض مع الفرنسيين، فقد أعدل عن فكرته تلك، نظرًا لإلحاح القادة الموالين للحرب، وخشية تهكم رجال القبائل. كان أمهاوش رجلًا قويًا ذو نفوذ، وكما وصفه المستطلع الفرنسي الضابط رين دي سيجونزاك أنه واحدًا من عظماء القادة الروحانيين للمغرب، وأقوى شخصية متدينة شهِدها الجنوب الشرقي. وقد حاول الفرنسيون إقناع أهل زيان للخضوع منذ عام 1913، ولكن ما جنى الفرنسيون إلا بضعة من ثمار النجاح، فقد رابطت معظم القبائل على موقفها المُعادي لتلك السيطرة الفرنسية
امتدت خطط ليوتي للاستيلاء على تازة إلى الرغبة في السيطرة على خنيفرة، المقر الرئيسي لحمو الزياني. كما نصحه الضابط السياسي موريس لي جلاي موضحًا أنه قد يتسبب ذلك في تصفيته نهائيًا، وقطع دعم القبائل الأخرى للزيانيين. لقد شن سيد هجمة على القاعدة الأمامية الفرنسية التي تقع بالقرب من قصبة تادلة لحقتها مفاوضات سلمية قادها رئيس المخابرات التابع لليوتي، الكولونيل هنري سيمون إلا أنها لم تحقق سوى القليل. ونتيجة لذلك وُكِل مانجن لشن غارة على معسكر سيد داخل القصيبة على سبيل الانتقام. ألحق الفرنسيون بهم خسائر فادحة، إلا أن الجيش الفرنسي اضطر للانسحاب متكبدًا ستين قتيل ومائة وخمسين جريح، بالإضافة إلى هجره لعدد كبير من المعدات الحربية. بعدما أخفق الفرنسيون في التأثير على الزيانيين خلال مفاوضات مايو\أيار عام 1914، فوض ليوتي الجنرال بول بروسبر هينريز ليقود القوات الفرنسية بالمنطقة كافة، وشن هجوم على كل من تازة وخنيفرة. وبالفعل، بعد أيام قليلة استطاع هينريز السيطرة على مدينة تازة مستعينًا بوحدات من الحامية العسكرية داخل فيز، ومكناس، ورباط، ومراكش، ثم وجَهَ اهتمامه صوب خنيفرة.

## حملة خنيفرة
قرر هينريز أن يشن هجومه على خنيفرة في اليوم العاشر من شهر يونيو\حزيران عام 1914، من خلال إرسال تلاتة كتائب يبلغ مجموعها أربعة عشر ألف جندي مزودًا بخابر لاسلكي، ومدعمًا بتغطية من طائرات الاستطلاع. تحركت الكتيبة الأولى من مكناس بأمر من المقدم هينريز كلاودل، وكذلك الكتيبة الثانية من الرباط بأمر من العقيد واستغن كروس، أما الثالثة من قصبة تادلة بأمر من العقيد نويل غارنييه دبليسيس. تولى هينريز القيادة العامة، موجهًا القوات من داخل سيارة مصفحة إلى كتيبة الملازم كلاودل. ولأن هينريز واعيًا بعدم معرفته بالبقاع عدا القليل، وأيضًا عدم يقينه بولاء القبائل المحلية، فقدم مجموعة مُرضية من الكلمات لرجال القبائل الذين خضعوا للحكم الفرنسي: فعليهم تسليم الرشاشات الخاصة بهم وأي ذخائر فرنسية تم الاستيلاء عليها كغنيمة، بالإضافة إلى دفع رسوم طفيفة مقابل الحماية. هذا وقد جنَب أيضًا رأس مال وفير لرشوة المخبرين وقواد القبائل.

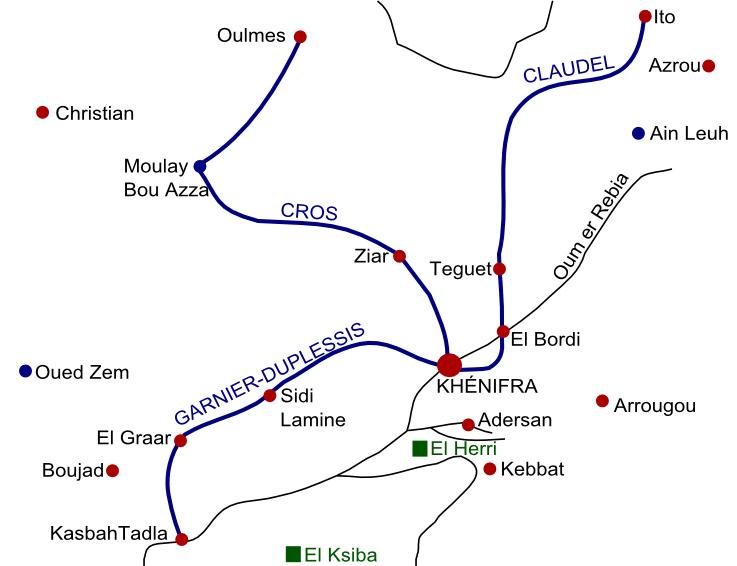
الطُرق التي اتخذتها الصفوف الفرنسية التي زحفت إلى خنيفرة

رغم تلك الإجراءات، فقد تعرضت قوات كلاودل لاعتداء قبل مغادرتها لمكناس رغم كونها الأكبر وكانت لغرض التضليل. هاجمت قوات حمو معسكراتهم على ثلاث ليالِ منفصلة، أسفرت عن مقتل أربعة رجال وضابط بجانب تسعة عشر مصابًا على الأقل، مع تزكية الكتائب الأخرى. شن كلاودل هجمة مضادة في العاشر من شهر حزيران، في الوقت الذي كان حمو يعد لهجوم رابع، جارفة للزيانيين بعيدًا بواسطة استخدام سلاح المدفعية، ممهدة لزحف قوات كلاودل دون مقاومة في اليوم التالي. بعد استمرار بضع من هجمات القنص في تجويت، عبر جنود الفروسية بقيادة كلاودل نهر أم الربيع وتقدموا إلى أن وصلوا إلى ضواحي خنيفرة. انضم إليهم باقي أفراد الكتيبة في الثاني من شهر حزيران متصدية لهجمات الزيانيين المتربصة لهم على الطريق، مجتمعة بالكتيبتين الآخرتين، ووجدت المدينة خالية من أهلها عدا العلم الفرنسي على أرضها، وقد فقدت الكتيبة اثنين من رجالها أثناء الزحف.

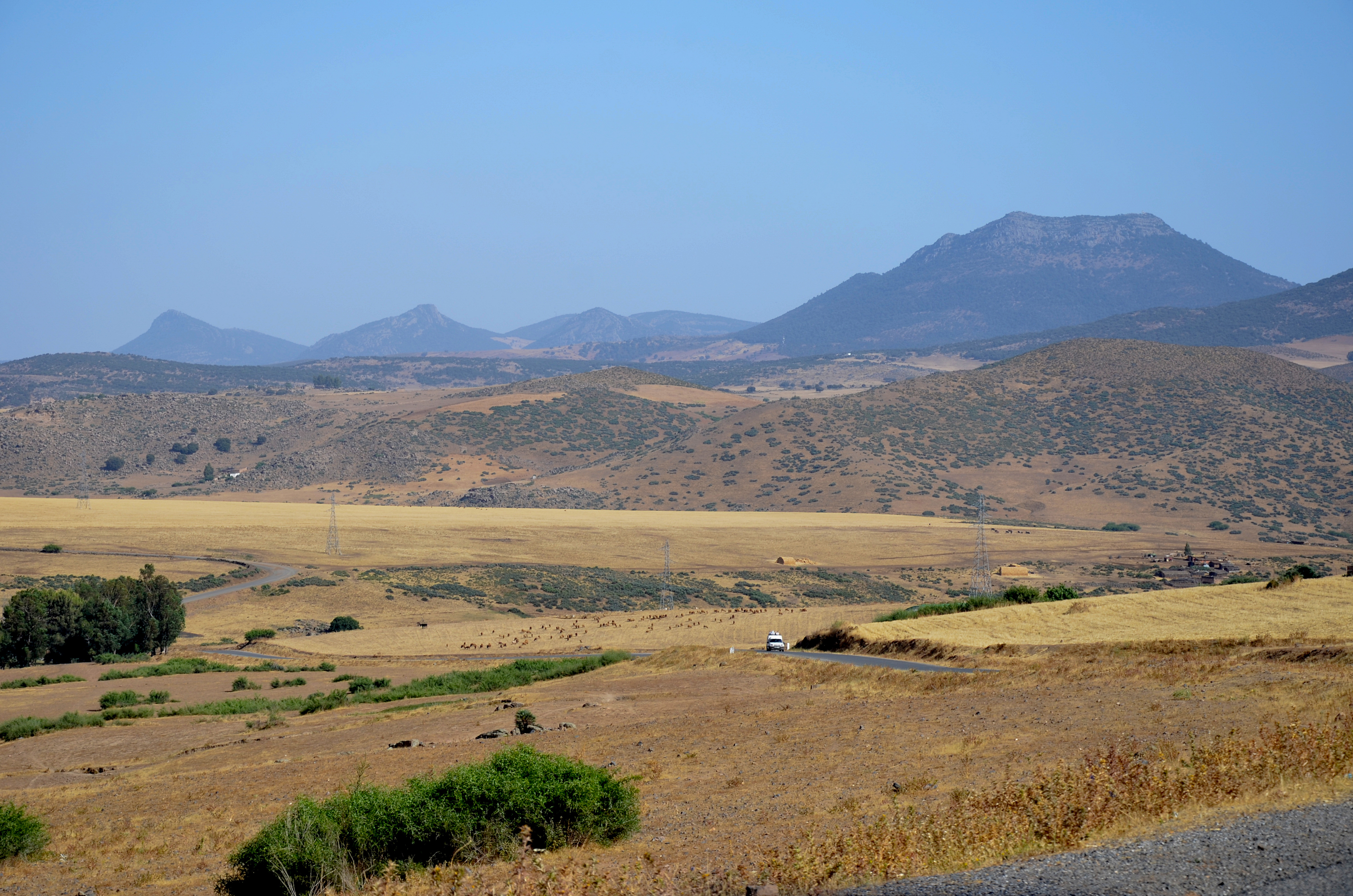
صورة حديثة توضح المنظر الخلاب قرب خنيفرة

 واجهت صفوف الكتائب هجمة أخرى عنيفة ذلك اليوم بفعل رجال القبائل الزيانية في وقت ما بعد الظهيرة، نتج عنها مقتل خمسة رجال وإصابة تسعة عشر. بالإضافة إلى هجمات أخرى يومي الرابع والخامس عشر من شهر حزيران، التي فشلت لتصدي سلاح المدفعية وآلة إطلاق النيران التي توجهها كشافات البحث. وأرسل هينريز كتيبتين جنوبًا إلى معقل ادرسان الزياني، لحرق المنازل وبغرض أن يثبت قدرات جيشه لا ليثير مواجهة حاسمة مع القبائل، التي عاودت تكتيكات حرب العصابات التي تتميز بمناوشات الكر والفر. ومن ثم، أُغلقت الأسواق الفرنسية كافة في وجه أهل زيان، إلى جانب اعتراض طريق قوافلهم التجارية مردودًا لفعتهم تلك.
أصبح هينريز على علم بوجود الزيانيين في بوردج، كما أرسل كتيبة لمهاجمتهم في اليوم الحادي والثلاثون من شهر حزيران. واجه الفرنسيون جنوب بوردج نيران كثيفة بواسطة رجال القبائل بالبنادق الحديثة والحراب المرممة المميتة. كانت نتاج تلك المعركة تورط هينريز لأول مرة مع الزيانيين، إلى جانب خسائره الفادحة التي تكمن في مقتل ضابط وستة عشر آخرين، وإصابة ضابط آخر وخمس وسبعين شخصٍ. ومن الناحية الأخرى بدت الأمور أكثر تعقيدًا بشأن خسائر الزيانيين، التي تمثلت في مقتل مائة وأربعون مقاتل معتقدين أن استمرارهم بالقتال يمهد طريق النصر. توقع هينريز فترة استراحة، بينما يسترد الزيانيون قوتهم، لكن سرعان ما شن حمو هجمات على الفرنسيين. فبعد أربعة أيام فقط اعترضت هجمة على قافلة فرنسية بواسطة فرسان القبائل، والتي صدت بعد ساعات عديدة بمساعدة الحراب. كانت خسائر الفرنسين تلك المرة فادحة أيضًا، فقد قتل ضابطًا وعشرة آخرين إلى جانب إصابة ثلاثين.

### الجماعات المتنقلة
في ضوء تزايد الهجمات في نطاق خنيفرة، شيد هينريز ثلاث جماعات متنقلة مكونة من كتائب ممتشقة من جيش إفريقيا. شُيدت كل جماعة لتكون كثيرة التنقل، مكونة من كتائب عديدة من جنود المشاة (محاربون سنغاليون وجزائريون أو كتائب الفيلق الأجنبي الفرنسي)، وسلاح الفرسان السري الخيالي(الصبايحية الجزائرية)، بجانب مجموعة قليلة من بطاريات المدفعية سواء (ميدانية أو جبلية)، ومجموعة من رشاشات الهوتشكيس وقطار ضخم من الإمدادات تحت القيادة العامة لكبير الضباط الفرنسي. بالإضافة إلى أن لكل جماعة واحد أو اثنان من الغومي(جماعات غير رسمية مكونة من مائتي رجل)من الغومي، القوات القَبَلية غير النظامية تحت القيادة العامة لأحد ضباط المخابرات الفرنسية. استعانت المخابرات بهؤلاء الغومي للإلمام بالعمليات التي تجري في البقاع والتضاريس صعبة الوصول.
شُيدت كتيبة رابعة تمتاز بالقوة والتنقل في خنيفرة تحت قيادة الملازم رينييه لافيردير، أحدهما تستند على الغرب تحت قيادة كلاودل، أما الأخرى فتستند على الشرق تحت قيادة جارنييه دوبلسيس. بالإضافة إلى إقامة مشاركات مُحصنة مع دوريات الغومي في مريرت وسيدي لامين بغرض حماية القوافل والقبائل الخاضعة للحكم الفرنسي من أية هجمات. وتزايدت الهجمات على خنيفرة في غضون شهر تموز، تلك الهجمات التي لم يتصدَ لها سوى سلاح المدفعية وبنادق إطلاق النار، تاركة هينريز لمخاوفه إزاء ما قد تتعرض له المدينة والقبائل الخاضعة للحكم الفرنسي من التهديد الذي يُشكله تكاتل قوة رجال القبائل. ولكن تلاشت تلك المخاوف بالهزيمة التي لحقت حمو وأمهاوش على يد الجماعات المتنقلة بقيادة كلاودل وجارننيه دوبلكسيس خلال فترات متفرقة، بجانب تزايد أعداد المعاونين الجدد المنتمين للقبائل التي انضمت للخضوع للحكم الفرنسي بواسطة نظام التجنيد الإجباري.
أُمر كلًا من كلاودل وجارنييه دوبليكسيس بتحصين لضفة نهر أم الربيع التي يتواجد عليها الفرنسيون، ومحاولة تقهقر الزيانيين من شلوح إلى الجنوب، بينما وضع هينريز خطة للزحف خلال جبال الأطلس الوسطى حتى نهر سبو(شمال المغرب). تعذرت تلك العمليات العسكرية بسبب اختزال القوات الإجباري حينما اندلعت الحرب العالمية الأولى بأوروبا.

## الحرب العالمية الأولى
تلقى ليوتي أوامر من القيادات العامة للجيش بباريس في اليوم الثامن والعشرين من شهر تموز لعام 1914، ذلك اليوم الذي اندلعت فيه الحرب العالمية الأولى، يلتمس إيفاد جميع القوات المتاحة لفرنسا، تحسُبًا لما توقعه من مجيء الغزو الألماني (خطة شليفن) بالإضافة إلى انسحاب القوات المتبقية لديه إلى مقاطع ساحلية أكثر تحصينًا. كما بررت الحكومة الفرنسية ذلك الموقف مُعلنة تصريحها الذي تضمن الآتي «سيتحدد مصير المغرب في لورين». أما ليوتي الذي فقد غالبية ممتلكاته بسبب الحريق الذي شَب بمنزله بكريفيك أثناء زحف القوات الألمانية ساحقًا إياه أرضًا، فعزم على تعزيز الدفاع الفرنسي، وبالفعل ففي غضون شهر بعث بسبع وثلاثين كتيبة عسكرية من جنود المشاة والفرسان إلى جانب ست بطاريات مدفعية إلى الجبهة الغربية _أكثر مما طُلب منه. بالإضافة إلى تجنيد ليوتي لثلاثة وخمسين عامل مغربي على مدار الحرب للخدمة الفرنسية.
مع ذلك لم يرغب ليوتي في هجران الأراضي الداخلية التي حارب رجاله بشق الأنفس لأجلها، موضحًا ما سينتج عن انسحابه من "صدمة تحُل على المغرب بأكمله أي سينبثق تمرد عام دون أن نشعر من تحت أقدامنا وفي شتي مواقعنا." فظل ومعه عشرين كتيبة فقط من الفيلق (الألماني والأسترالي)، جناة مشاه إفريقيا، قوات فرنسا العسكرية الاحتياطية، والمحاربون السنغاليون والغومي، فقد تحول من مهاجم إلى إستراتيجية طويلة الأمد أي ما يُعرف «بالدفاع النشط». سحب ليوتي جميع عاملي الحاميات الخلفية، كما جلب مُسني جنود الاحتياطي من فرنسا وأرسل أسلحة ومعدات الزي العسكري إلى المدنيين، محاولة لإقناع القبائل أن الجيش الفرنسي في المغرب مازال قويًا كما كان من قبل. أشار ليوتي لتلك التنقلات بما يشبه تجويف السلطعون بينما يبقى هيكله الخارجي (الصدف) سليمًا. تعتمد خطته على بناء حاجز نشط من القاعدة الفرنسية الأمامية تبدأ من تازا شمالًا عبر خنيفرة، قصيبة تادلا ومراكش، وصولًا إلى أغادير على الساحل الأطلنطي.
قرر ليوتي وهينريز أن يحتفظ البربر بمناصبهم الحالية كما هي لحين إيجاد مصادر كفء ليعاودا إستراتيجية الهجوم. إن الزحف الفرنسي الأخير بجانب انسحاب القوات جعل من خنيفرة مضغة سهلة الاستحواذ عليها، فمنذ اليوم الرابع من شهر آب غادرت كتيبتان من جنود المشاة الحامية الفرنسية_فشنت القبائل هجمات لمدة شهر على المدينة، مما ساعد على إمداد القوافل وارتداد القوات الفرنسية «في صمت دون عراك». أراد ليوتي إحكام قبضته على خنيفرة لتكون بمثابة جسر رئيسي يمهد لأي توسعات قادمة للإقليم الفرنسي، كما أشار بأنها كالمعقل ضد «سكان المجموعات البربرية» التي يستند إليها الاحتلال الفرنسي. شكلت تلك الهجمات تهديدًا على ممر الاتصال الحيوي بين القوات الفرنسية في المغرب وهؤلاء في الجزائر. تشابكت جماعات كلاودل وجارنييه دوبليكسيس المتنقلة مع قوات حمو وأمهاوش بمهاجيبات، أبو موسى، وأبو أرار في التاسع عشر والعشرين والحادي والعشرين من شهر آب مما تسبب في إلحاق خسائر فادحة، ذلك بجانب تعزيز خنيفرة في اليوم الأول من شهر أيلول، مما أدى إلى تقليص الهجمات وصولًا إلى حالة من «السلام المُسلح» مع حلول شهر تشرين الثاني.
قرر هينريز الانتقال إلى الوضع الهجومي، آمرًا صفوفه بمحاوطة جبال الأطلس الوسطى، والجماعات التي تعتلي الجبال لمراقبة السهول. كان ذلك جزء من مخططه للضغط على حمو الذي اعتبره هينريز حجر الأساس للإتحاد الزياني المفتعل، بالإضافة إلى كونه المسؤل عن إصرارهم المستمر. اعتمد هينريز على بداية الشتاء لمواجهة الزيانيين من أعالي الجبال حتى مراعيهم في الأراضي المنخفضة حيث يمكنه مواجهتهم أو إقناعهم بالإستسلام. في بعض الأحيان، ساعدت الحرب ليوتي، تُتيح له قوى عاملة بدون مقابل لأستراتيجيته العامة، منفذ تمويل مالي أكثر ضخامة، وإستغلال ثمانية ألف أسير حرب ألماني لتشكيل بنية تحتية أساسية. بالإضافة إلى تزايد النزعة الوطنية التي دفعت المهاجرين الفرنسيين في المغرب من الشباب للتطوع في الجيش، وبالرغم من عدم كفائتهم في القتال إستخدمهم ليوتي لتعزيز مظهر القوات الضخمة التي يقودها.

### موقعة الهيري

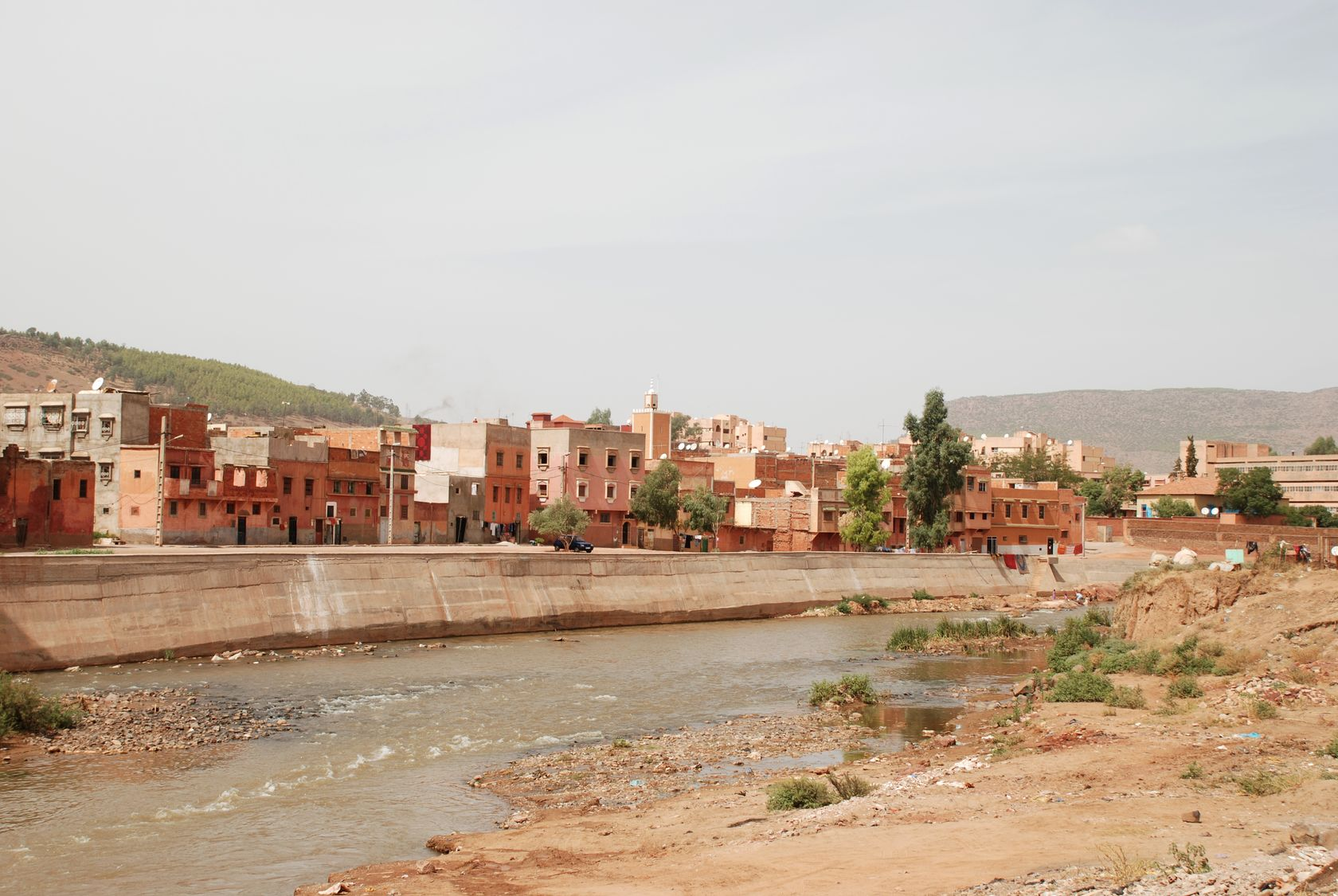
صورة معاصرة لنهر ام الربيع بخنيفرة حينما

صد هينريز الهجمات على خنيفرة بنجاح، اعتقد أن له اليد العُليا، حيث أثبت أن القوات الفرنسية المتقلصة تستطيع مقاومة رجال القبائل. تضمن الزيانيون في المثلث الذي شكله نهر أم الربيع، ونهر سيرو، وجبال الأطلس، وكانوا في خلاف مع القبائل المجاورة حول أفضل الأراضي في فصل الشتاء. قرر حمو قضاء فصل الشتاء في قرية الهيري الصغيرة على بُعد خمسة عشر كيلو مترات (تسعة أميال)من خنيفرة، وشيد معسكر مؤلف من حوالي مائة خيمة، كما وعده الفرنسيون بمفاوضات سلمية، حيث رفض ليوتي إعطاء إذن للفيردير لمهاجمة حمو مرتين، كما أمره أن يبقى على الضفة الفرنسية لنهر أم الربيع. في اليوم الثالث عشر من شهر تشرين الثاني، قرر لافيردير أن يعصي تلك الأوامر وزحف إلى الهيري بكامل قواته المؤلفة من ثلاثة وأربعين ضابط وألف مائة وسبعة وثمانين رجل مزودين بالمدافع وألات إطلاق الرصاص. الذي بلغ أقل من نصف قواته في شهر أيلول، حينما رُفض آخر إذن له بالهجوم.
فاجئت قوات لافيردير فجرًا معسكرات الزيانيين التي تكاد تخلو من الرجال المحاربين. تقدم الفرسان الفرنسيون، يليهم جنود المشاة وبالفعل نجحت القوات في تطهير المعسكر. اتجهت القوات الفرنسية إلى خنيفرة تارة أخرى بعد أسر زوجات حمو وسلب الخيام. بدأ الزيانيون وقبائل أخرى محلية التي يبلغ عددها خمسة ألآف رجل التقارب من الصف الفرنسي ومناوشة جناح الجيش والقاعدة الخلفية له. أثبت سلاح المدفعية الفرنسي عدم كفائته إيزاء صد المحاربون ومناوشتهم المتفرقة، وعلى نهر تشكوبا استنفذت بطاريات المدافع الساقة وتوقفوا عن العمل. فصل لافيدير صف صغير من الكتائب لينقل مُصابيه إلى خنيفرة، على أن يبقى مع بقية القوات خلفًا، وبعدها وجدد كتائب لافيدير المتاحة نفسها مُحاطة بالزيانيين ساحقًا إياها بمعاونة ألآف من رجال القبائل.
وصل المصابون وحُماتهم إلى خنيفرة بأمان، واستطاعوا الهروب ممن يطاردونهم بشق الأنفس، الذين توقفوا لنهب ميتي الفرنسيين. كانت تلك القوات التي تتألف من ربعمائة والحادي والثلاثين رجل سليم ومائة وستة وسبعين مُصاب، هي ما تبقى من القوات الفرنسية بعد المعركة تاركين ورائهم رفاق كُثر يبلغ عددهم ستمائة ثلاثة وعشرين رجل، إلى جانب معدات وحتى متعلقاتهم الشخصية في ساحة القتال. كما فقدت الكتائب الفرنسية أربع ألآت طلق الرصاص، وستمائة وثلاثين درعًا، اثنان وستين فرسًا، وستة وخمسين بغلًا، بجانب معدات التخييم والمدفعية كافة وكثير من متعلقاتهم الشخصية.

### نتائج موقعة الهيري
إن فقدان الجنود في معركة الهيري، بجانب استنزاف دماء القوات الفرنسية في المغرب سلب من خنيفرة أي انتصار. يقود ضابط كبار الحامية، الكابتن بيريه كرول ثلاث مجموعات عسكرية لحماية المدينة. قرر إبلاغ ليوتي وهينريز بالوضع عبر مراسلتهم قبل محاصرة الزيانيين للمدينة. قرر أن يتصرف سريعًا ضد الزيانيين، لحماية قوات لافيردير من تعريض المثول الفرنسي للخطر في المغرب، باعثًا جماعات دوبليكسيس المتنقلة إلى خنيفرة، بالإضافة إلى بناء جماعة أخرى مُدعِمة في إيتو تحت القيادة العامة للعقيد جوزيف ديريجون. خاض دوبليكسيس طريقه وأتمه في السادس عشر من شهر تشرين الثاني، وبعدئذ انضم إليه هينريز. كما وصلت الكتيبة السادسة مع الفوج الثاني للفيلق الفرنسي إلى المدينة، عاملة على التصدي لهجمات الزيانيين خلال زحفهم إلى مريرت. قاد هينريز جنوده قاطعًا عدة مسافات من خنيفرة إلى الهيري كعرضًا للقوات ولدفن موتاهم، بعض الذين أخذهم حمو غنيمة لتشجيع تدعيم القبائل الأخرى. اتحد انتصار الزيانيين في الهيري مع الزحف الفرنسي التدريجي على الجبهة الغربية والدولة العثمانية الإسلامية مع دول المركز، مما أدى إلى زيادة التطوع للقبائل، بالإضافة إلى تعاون أكبر بين حمو وأمهاوش وسيد. تولى هينريز إعادة تنظيم قواته لمقومة ذلك التحالف، مكونًا ثلاث مناطق عسكرية تتمركز في فيز، ومكناس وتادلا (منطقة خنيفرة)التي تقع تحت القيادة العامة للعقيد جارنييه دوبليكسيس. يهدف هينريز لإبقاء الضغط على حمو عن طريق الحصار الاقتصادي وإغلاق الأسواق في وجه القبائل التي لم تخضع للحكم الفرنسي. فقد فرض عقوبة حرب على القبائل الخاضعة للحكم الفرنسي على هيئة أموال ، وبنادق ، وفِرأس معتقدين أن ذلك الخضوع لا يدوم إلا بمقابل. صدَقت قبائل قليلة على عرض هينريز، ولكن مضى الزيانيون وعبروا نهر أم الربيع وهاجموا الدوريات الفرنسية.
عاود الفرنسيون إستراتيجية الهجوم في شهر آذار عبر قوات ديريجون زاحفة نحو الضفة الفرنسية على نهر أم الربيع شمال خنيفرة، بينما زحفت قوات جارنييه دوبليكسيس يسارًا. واجه ديريجون عدد قليل من قوات الزيانيين، على العكس بالنسبة لجارنييه دوبليكسيس فواجه قوات أكثر قوة ، حيث اُستنفذت كتيبته بواسطة جماعة جبلية لكنه استطاع التصدي لها، ملحقًا بها خسائر فادحة مقارنة بالخسائر الفرنسية التي تكمن في قتيلً وثمانية مصاب. عبر دوبليكسيس نهر أم الربيع ثانية في شهر آيار لمُصادرة المحاصيل، لكن لم يحالفه الحظ فهوجم من حوالي أربعة أو خمسة ألآف من رجال القبائل في سيدي سليمان بالقرب من قصيبة تادلا. ولكنه نجح في التصدي لهم بهجمات مضادة باستخدام سلاح المدفعية على مدار يومين من الاشتباك الذي نتج عنه ثلاثمائة قتيل وأربعة مائة مصاب من رجال القبائل، مقابل ثلاثة قتلى وخمسة مصابين من الطرف الفرنسي. ساعد ذلك الانتصار على استعادة سمو الصورة الفرنسية بجانب تزايد عدد القبائل المستسلمة، وانسحاب قوات سيد إلى داخل الجبال، وعم سلام نسبي لمدة ستة أشهر، وتقديرًا لذلك ترقى جارنييه دوبليكسيس إلى رتبة الجنرال العام.
إنقطعت أوتار ذلك السلام يوم الحادي عشر من شهر تشرين الثاني بواسطة هجمة قافلة تدعيم إلى خنيفرة، بواسطة حوالي ألف ومائتين أو ألف وخمسمائة من الزيانيين ورجال القبائل المتحالفة. إندفع الزيانيون نحو خمسين متر (خمسة وخمسين ياردة) من القوات الفرنسية. أُجبر جارنييه دوبليكسيس باعتباره المسؤل عن القافلة على اللجوء إلى سلاح الحربة للتصدي لهم. بلغت خسائر الفرنسيين ثلاثة قتلى وإثنين وعشرين مصابًا، ولكن قلق هينريز بشأن استمرار تأثير حمو لضم قبائل بربرية أخرى إليه. وعلى سبيل الانتقام، عبر هينريز نهر أم الربيع ومعه جماعتان من الجماعات المتنقلة وقام بقصف معسكر الزيانيين، ملحقًا به خسائر ولكنه لم يترك انطباعا للخوض في معركة. عبر الزيانيون نهر أم الربيع مرة ثانية في كانون الثاني لعام 1916، مُعسكِرًا في الإقليم الفرنسي، ثم شن غارة علي القبائل الخاضعة للفرنسيين. بعد ذلك، سحب هينريز قواته إلى خنيفرة حينما شعر بالتهديد الذي تتعرض له اتصالاته بتازا، ولكن تعرضت كلا القوتان للهجوم أثناء طريقها إلى خنيفرة. وفي مريرت تصدى الفرنسيون لهجمة ضخمة بفعل الزيانيين، يبلغ إجمالي خسائر الزيانيين حوالي مائتين، وتكبد الفرنسيون مقتل أربة وعشرين من بينهم ضابط وستة وخمسين مصاب.
استطاع ليوتي الاحتفاظ بالإقليم الذي استحوذ عليه قبل الحرب، وكان يرى عدم استطاعته للزحف إلى حد أبعد إلا بالمجازفة، أي معركة جبلية شديدة الخطورة، وبالفعل سحب قواته للخدمة على الجبهة الغربية وواجه بما تبقى معه من قوات وصفها فاسدة ولم تعد صالحة، لكن إتساع العناصر القَبلية الغير منتظمة إلى حادي وعشرين غومي، أدى إلى تخفيف جزء من الخسائر. كما وافق هينريز على المنصب الذي عُرض عليه، وتولى منصبه العقيد جوزيف فرانسيس بوريميرو الذي خطا خطى ليوتي الذي يمثل رجل القيادة الثاني بعد هينريز في مكناس. عُرِض على ليوتي منصب وزير الدفاع في دعوة رئيس الوزراء أريستيد بريان في الثاني عشر من شهر كانون الأول عام 1916. إستُبدل الجنرال هنري غورو بليوتي بناء على طلبه، اكتسب هينري غورو خبرة في مجال الحرب برفقة ليوتي في المغرب الذي عاد من معركة جاليبولي للتو، حيثما فقد ذراعيه الأيمن. تحرر ليوتي من وهم التكتيك الفرنسي في أوروبا، ساد ذلك الشقاق بين الحلفاء وبين منصبه كرئيس رمزي للحكومة. استقال يوم الرابع عشر من شهر آذار لعام 1917 بعدما أُخرس في مجلس النواب، لأنه لم يألف التوافق مع المعرضة السياسية، ولم تستطع الحكومة فعل شئ أمام استقالة عضو ذو قيمة مثله، واستقال بريان في السابع عشر من شهر مارس ليحل محله ألكسندر ريبو.
عاود ليوتي منصبه السابق في المغرب في نهاية شهر أيار، وعلى الفور قرر وضع إستراتيجية جديدة. فقد حشد مركز قواته في وادي ملوية مقتنعًا بأن استسلام القبائل التي تسكن المنطقة سيؤدي إلى تدمير الوجود الزياني. تجهيزًا لهجمة جديدة أنشأ بويميرو مركز فرنسي داخل الإقليم الزياني في بيكريت، كما واجه استسلام ثلاث قبائل محلية، استخدم ذلك المركز لحماية جوانب قواته أثناء زحفها نحو الجنوب الشرقي داخل الوادي، قاصدًا الالتقاء بكتيبة تحت قيادة الضابط بول دوري زاحفًا نحو الشمال الغربي من بوذنيب. التقت كلا الكتيبتان بأساكا نيدجي في السادس من شهر حزيران، تلك اللحظة التي تمثل تأسيس أول طريق فرنسي مُوجه عبر جبال الأطلس، ونتيجة لذلك ترقى بويميرو إلى رتبة عميد. وبعد ذلك اُسس معسكر دفاعي في قصيبة ماخسين. بدأ دوري تشييد الطريق الذي وعد بأن يكون السفر عبره أو إليه عن طرق المَركبات عام 1918.
وفي أواخر عام 1917 أصبحت الشاحنات التي تعمل بالمحرك قادرة على اجتياز معظم الطريق، مُفسحة المجال أمام الفرنسيين لتنقل القوات بصورة سريعة في المناطق ذو الاضطرابات، ولتدعيم حامياتهم شرق المغرب من الغرب بديلًا عن الطرق الطويلة من مستودعات الجزائر. شُيد طريقًا ثانيًا متجهًا إلى الجنوب من البداية على طول نهر زيز مما يسمح لدوري بلوغ مدينة الريش في أعالي الأطلس، اُسست غالبية المراكز في كلا من ميدلت وميسور. رفض الزيانيون الانغراق في الهجوم على المراكز المُحصنة والبنية الفرنسية عبر طرقهم الجديدة، على الرغم من شن قبائل أخرى هجمات في صيف عام 1917 بعد انتشار الإشاعات عن هزيمة الفرنسيين على الجبهة الاُوروبية. على سبيل المثال، ففي منتصف شهر حزيران استغرقت قوات بوي ميرو الكلية ثلاثة أيام لإعادة السيطرة على الطريق وذلك بعد شن هجمة.
توسع دوري في مسرح العمليات المُنافي لأوامر ليوتي مؤسسًا مأمورية في تيجهامرت في منطقة تافيلالت في شهر كانون الأول لعام 1917 ردًا على انتشار إشاعة وجود ألماني هناك. إن الأراضي هنا خاصة الصحراء لا تعني شيءًا لدى الفرنسيين، أما ليوتي فكان متحمسًا لتابعيه للتركيز على وادي ملوية الأكثر قيمة. قاومت قبائل محلية الوجود الفرنسي التي نتج عنها مصرع مترجم يعمل في البعثة شهر تموز لعام 1918، سعي دوري للثأر من ذلك الفعل في التاسع من شهر آب مُشتبكًا مع أكثر من ألف وخمسمائة من رجال القبائل بقيادة سيدي مهاند نالفروتانت في جاوس، بقوات فرنسية أقل عددًا التي تضمن تدعيم من سلاح الطيران والمشاة. دخلت قوات منفصلة من قوات دوري غابة كثيفة أشبه بواحة النخيل، حيث تكبدت معركة قاسية التي عرقلها الإرهاق وخطوط إمداد فقيرة. نتج عن ذلك خسائر فادحة تكمن في مقتل مائين وثمانية وثلاثون رجل وإصابة ثمانية وستين آخرين، التي تُعتبر أبشع الخسائر منذ كارثة موقعة الهيري، كما فقدت القوات غالبية المعدات ووسائل النقل، ساور ليوتي الشك إيزاء ما إدعاه دوري من محو العدو، فعاقبه على فعله الطائش في «هذه المناطق الأكثر تطرفًا» ووضعه تحت سيطرة بوي ميرو. بالرغم من أن الحرب بدت على أعتاب النهاية في أوائل صيف 1918، فظل الفرنسيون يُحكمون قبضتهم على المغرب. واصل أعضاء ذو أهمية من رجال القبائل النضال ضد الفرنسيين تحت قيادة حمو وسيد، رغم وفاة علي أمهاوش.

### القوى المركزية في المغرب
خلال الحرب، أشعلت القوى المركزية فتيل الفتنة في الأراضي الحليفة بإفريقيا والشرق الأوسط، هادفة لإلهاء موارد الجيش عن الجبهة الغربية. كما أطلقت المخابرات الألمانية على شمال غرب إفريقيا أنها كعب أخيل للمستعمرات الفرنسية، وأصبح التشجيع على البقاء هناك هدف موضوعي. بدأ التورط عام 1914 بمحاولة الألمان لإيجاد قائد مغربي مناسب ليساعدهم في ضم القبائل ضد الفرنسيين. كان السلطان السابق عبد العزيز هو أول من اختاروه، ولكنه رفض التعاون معهم وسافر إلى جنوب فرنسا متجنبًا أية تعاملات. ولذلك تفاوض الألمان مع خليفته عبد الحفيظ. في باديء الأمر تعاون معهم وتخلى عن موقفه السابق المؤيد للحلفاء في خريف 1914 ثم انتقل إلى برشلونة ليلتقي بأحد موظفي دولة ألمانيا، الإمبراطورية العثمانية والمقاومة المغربية. وفي الوقت نفسه كان يبيع معلومات للفرنسيين. إنكشف ذلك الولاء المُزدوج حينما رفض الركوب على متن غواصة ألمانية متجهة إلى المغرب، حينها قررت القوى المركزية أنه لم يعد له فائدة. حاول عبد الحفيظ ابتزاز أموال من المخابرات الفرنسية، وكان مردودها أنها قطعت المعاش الخاص به ونوت اعتقاله في الإسكوريال. وبعدها كافئته ألمانيا بمعاش مقابل صمته.
أدى ذلك الإخفاق في إيجاد قائد مناسب إلى تغيير خططهم من تمردهم على نطاق واسع إلى دعم نطاق أصغر لحركة الصمود. وضم الدعم الألماني المستشارين العسكريين والفارين من الفيلق الأجنبي إلى القبائل، وكذلك النقود والأسلحة والذخيرة. ضمت النقود البيزيتا الأسبانية والفرنك الفرنسي هُربت إلى المغرب من السفارة الألمانية في مادريد. حُولت النقود إلى تطوان أو مليلية عبر البحر أو تُلحق ب تلغراف قبل أن يتم تهريبها إلى القبائل التي استقبلت ستمائة ألف بيزيتا في شهر. وصلت الأسلحة عبر طريق طويل من العرائش الأسبانية وأخرى من تجارة الأسلحة أو قوات الجيش الأسباني الفاسدة. واجه الألمان صعوبة في نقل الموارد إلى الزيانيين في جبال الأطلس الوسطى نظرًا لبُعد المسافات، وكل ما توجه إلى الزيانيين لم يصل إليهم بل لقوات سيد. كان مصير المحاولات الألمانية لتوزيع الإمدادات في الداخل هو الإحباط والفشل بسبب حصول كل قبيلة على مخزون من أفضل الموارد. ظلت الذخائر شحيحة في الأطلس الوسطى، مما أجبر الكثير على الاعتماد على البارود والخراطيش المُصنعة محليًا.
حظى رجال القبائل بتدعيم الإمبراطورية العثمانية تلك الفترة، مدعمة إياهم بتدريب عسكري منذ عام 1909. كما تعونت مع المخابرات الألمانية لكتابة وتوزيع الدعاية باللهجة العربية والفرنسية ولهجة بربر الأطلس الوسطي. تتولى وكالات عربية تنسيق كثير من جهود الإمبراطورية العثمانية تعمل من السفارة في مادريد، كما رأى عضوان من الفريق الدبلوماسي العثماني خدمة فعالة مع القبائل في المغرب أثناء الحرب. إن الانقسامات الداخلية في الفريق، والاختلافات مع حلفائهم الألمان، بالإضافة إلى اندلاع الثورة العربية التي تعاطف معها بعض طاقم السفارة، أعاقت المجهودات العثمانية في المغرب. أدت تلك المشاكل مغادرة الفيلق الدبلوماسي العثماني إلى أمريكا في شهر أيلول لعام 1916، مُنهيًا كثير من العمليات العثمانية في المغرب.
عملت قوات المخابرات الفرنسية بجِد لمقاومة القوى المركزية وللفوز بدعم الشعب المغربي. عُقدت مجموعة من المعارض التجارية على سبيل المثال: معرض الدار البيضاء لعام 1915، لوصف الثروة الفرنسية ومنافع التعاون. كما شيد الفرنسيون أسواقًا في نقاط تمركزهم العسكرية ودفعوا للشعب المغربي لتوليه الأشغال العامة، لتصعيد حملتهم الدعائية وزيادة الاعتماد على الرشوة في إقناع القبائل للإستسلام. بالإضافة إلى تشجيع العلماء الإسلاميين لإصدار فتوى تدعم تصريح السلطان المغربي بشأن الاستقلال عن الإمبراطورية العثمانية.
تعاونت وكالات المخابرات البريطانية والفرنسية في فرنسا والمغرب الأسبانية وجبل طارق متقفيًا أثر الوكالات الألمانية والعثمانية، عاملين على اختيار المستشارين الذين تم إرسالهم إلى القبائل ووقف تدفق القوات. وُضع المواطنون الألمان تحت فحص دقيق في المغرب وعُدم أربعة بعد عدة أيام من اندلاع الحرب. استطاع الفرنسيون فك الشفرات التي إستخدمتها السفارة الألمانية، كما استطاعوا أيضًا قراءة جميع الاتصالات المرسلة من السفارة إلى الهيئة العامة ببرلين. قدم البربر رشوة لتلك الهيئة بالبعثة العثمانية للمخابرات الأسبانية الموثوق بها حول خطط القوى المركزية لبلاد المغرب.
نتج عن جهود القوى المركزية عودة النضال ضد الحكم الفرنسي، إلا أنهم لم يُوفقوا في ذلك، مُخفقين في تحقيق أهداف المخططين التي تسعى لتوسيع حركة الجهاد. وُجدت حالات قليلة من الإضراب عدد كبير من المدنيين، لم يُطلب تعزيز فرنسا للقبائل المُتمركزة في المغرب، كما استمرت جهود تصدير المواد الخام والعمال للحرب. لم يستطعوا إيقاف تدفق القوات تمامًا، إلا أن كان للفرنسيين القدرة على تقليص إمداد ألات إطلاق النيران وسلاح المدفعية. لم تكن القبائل قادرة على مواجهة مباشرة مع الفرنسيين، واضطرت إلى الاستمرار في الاعتماد على الغارات والكمائن. ذلك على عكس الخبرة الأسبانية في حروب الريف عام 1920 التي استمرت حتى عام 1926 حيث استطاعت القبائل إلحاق الهزائم بالجيش الأسباني في ساحة المعركة استنادًا بمنفذ للأسلحة، وعلى سبيل المثال معركة أنوال.

## صراعات مابعد الحرب

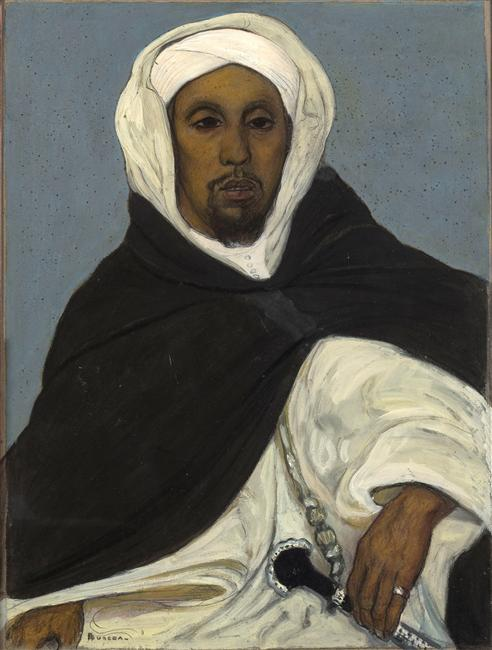
رسم تصويري معاصر لباشا مراكش التهامي الكلاوي

دفعت خسائر الفرنسيين الفادحة لزيادة النشاط القَبَلي عبر الجنوب الشرقي للمغرب، مهددًا الوجود الفرنسي ببودانيب. واضطر بويميراو أن يسحب القوات من المراكز النائية بتفيلالت، ومن ضمنهم تيجمارت، لحشد قواته من أجل للتخفيف من خطر أي كوارث قادمة. إذِن ليوتي بمجموعة من الهجمات المحدودة، على سبيل المثال تدمير القرى والحدائق، تلك الفعلة التي تهدف إلى إبراز غلبة القوات الفرنسية. ناضل الفرنسيون لنقل القوات عبر الممرات الجبلية من قرية مولوية بسبب غزارة الجليد والجهمات على صفوفهم. كما اضطر ليوتي أن يطلب تعزيزات من الجزائر نتيجة لمشاكل مادية. ومع حلول شهر تشرين أول استقر الوضع لدرجة أن استطاع بويميراو سحب قواته إلى مكناس، وأجبرته انتفاضة واسعة النطاق في شهر كانون الثاني عام 1919 على العودة. هزم بويميراو نافراتانت خلال معركة في ميسكي في الرابع عشر من شهر كانون الثاني، لكنه أُصيب أصابة بالغة في الصدر خلال انفجار غير مقصود لقذيفة مدفعية، وأُجبر على تسليم القيادة إلى الضابط أنتوان هيريه. استقبل ليوتي مساعدة من القائد القَبَلي التهامي الكلاوي الذي عينه ليوتي باشا على مراكش عقب انتفاضة 1912. وترجع ثروة الكلاوي المتزايدة (حينما توفي عام 1956 كان من أغنى رجال العالم أجمع) إلى الفساد والاحتيال الذي غض الفرنسيون الطرف عنه مقابل دعم الكلاوي لهم. التزم الكلاوي بقضية ليوتي فقاد جيش مكون من عشرة ألآف جندي (أكبر قوات قَبَلية مغربية عرفتها البشرية)عبر الأطلس لإيقاع الهزيمة برجال القبائل المعاديين للفرنسيين في داديس جورجس، بجانب تعزيز القوات ببودنيب في التاسع والعشرين من شهر كانون الثاني. أشتدت حدة الانتفاضة بحلول يوم الحادي والعشرين من شهر كانون الثاني لعام 1919.
تسبب الصراع في تافيلالت بإلهاء الفرنسيين عن أهداف الحرب الرئيسية التي ينشدونها، كما إستُنزفت التعزيزات الفرنسية مقابل كسب اقتصادي ضئيل ورسم مقارنات لأحدث معركة وهي معركة فردان. كما شجعت خسائر الفرنسيين في ذلك النطاق على إحياء الزيانيين لهجماتهم على مراكز الحراسة على طول الطريق العابر لجبال الأطلس. استمر أمل الفرنسيين قائمًا لإنهاء التفاوض بشأن الصراع، وخاضوا في مناقشات مع أقارب حمو منذ عام 1917. كما عرض ابن شقيقه اوالأيدي إستسلامه مقابل أسلحة وأموال، ولكن رفض الفرنسيون بسبب اشتباههم بأنه يريد القتال مع ابن عمه (ابن حمو) حسن. بدون أي نجاح في تلك المفوضات، تحرك بويميرو ضد القبائل إلى جنوب وشمال خنيفرة عام 1920. وظل الجزء الأمامي من النطاق المسؤل عنه مستقرًا لمدة ست سنوات. أُرسلت قوات من تادلا ومكناس لتشييد حصون وإحطياطات متنقلة على طول نهر الربيع لمنع عبور الزيانيين وإستغلال المراعي. تعرض الفرنسيون لمعارضة شديدة لكنهم شيدوا ثلاث معاقل كما أجبروا بعض القبائل المحلية على الإستسلام. ساعد نجاح الفرنسيين في منطقة خنيفرة على إقناع حسن وأخويه للخضوع للفرنسيين في اليوم الثاني من شهر حزيران عام 1920، رادين بعض المعدات التي أسروها في موقعة الهيري. وعُين حسن باشا على خنيفرة كما وُضعت خيمه التي يصل عددها إلى ثلاثة ألآف خيمة تحت الحماية الفرنسية في المنطقة الممتدة للاحتلال الفرنسي حول نهر الربيع.

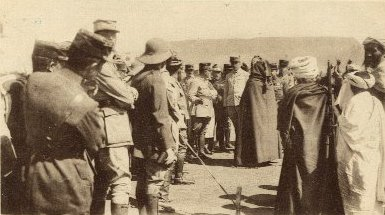
لحظة إستسلام حسن ابن حمو للجنرال بويميرو

احتفظ حمو بألفين وخمسمائة خيمة فحسب نتيجة لإستسلام أبنائه، وفي ربيع عام 1921 قُتل حمو خلال مناوشة مع قبائل زيانية أخرى التي ترفض استمرار المقاومة. انتهز الفرنسيون الفرصة وشنوا اعتداءً على آخر معقل للمقاومة الزيانية، التي تقع بالقرب من بيكريت. وفي شهر أيلول شن الفرنسيون هجوم ثلاثي المحاور: فاتجة الجنرال جين ثيفيني غربًا من مستوطنة بيكريت، كما اتجه الجنرال هينري فريدنبرج شرقًا بداية من تاكا إيشان، كمت شاركت معهم أيضًا مجموعة أُخرى من رجال القبائل المستسلمة بقيادة حسن وأخويه. واجه ثيفيني مقاومة من الزيانيين بالنطاق المسؤل عنه، لكن على الأغلب لم يواجه فريدنبرج معارضة وقُمعت المقاومات خلال أيام. وانتهت حرب زيان بعد سبع سنوات من القتال، بالرغم من استمرار زحف ليوتي في المنطقة واعدًا بأن يضع جميع مناطق المغرب الإستراتيجية تحت السيطرة الفرنسية وذلك بحلول عام 1923. كما مُنح ليوتي رتبة مارشال فرنسا عام 1921 تقديرًا لمجهوداته في المغرب.

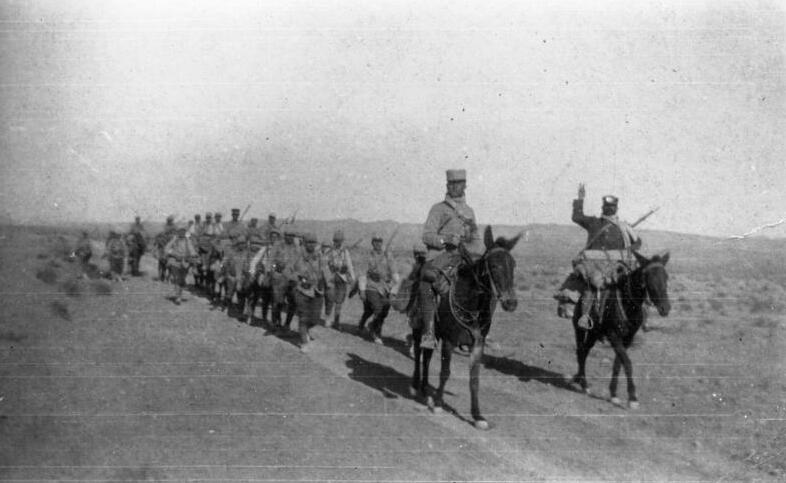
الفيلق الأجنبي الفرنسي أثناء زحفه في المغرب عام 1920

وفي ربيع عام 1922، شن فريدنبرج وبويميراو هجمات على منابع مولوية غرب جبال الأطلس الوسطى، كما خططا لهزيمة سيد آخر طرف ناجي من مثلث الحكم البربري، وذلك القصيبة في شهر نيسان عام 1922. أُجبر سيد على الفرار برفقة غالبية أعضاء قبيلة أيت ليشكيرن إلى أعلى جبال الأطلس الوسطى ثم إلى قمة الأطلس. أمَن ليوتي القبائل العديدة المستسلمة مُشيدًا مراكز عسكرية جديدة بجانب تتطوير طرق الإمداد، وبحلول شهر حزيران عام 1922 وضع مولوية بأكملها تحت السيطرة وهدأ معظم الأطلس الأوسط. كما عزم على ألا يزحف خلال المناطق الواعرة بقمة الأطلس، بل ينتظر حتى تسئم القبائل من حرب العصابات وتستسلم. على عكس ما فعله سيد، الذي تُوفي في معركة ضد جماعة متنقلة في شهر آذار عام 1924، ومع ذلك استمر أتباعه في خلق العوائق للفرنسيين حتى العقد التالي. اكتمل إخماد ما تبقى من المناطق القَبَلية في المغرب الفرنسية عام 1934. كما استكملت عصابات صغيرة من قطاع الطرق الهجمات على القوات الفرنسية بالجبل حتى عام 1936، استمرت المقاومة المغربية ضد السيطرة الفرنسية، طرحت لجنة العمل المغربية القومية خطة للإصلاح والعودة إلى حكم غير مباشر عام 1934، بجانب حدوث مظاهرات وحركات العصيان عام 1934، 1937، 1944 وعام  1951. أخفقت فرنسا في محاولتها لقمع القوميين بعزل السلطان محمد الخامس بن يوسف وبالفعل قاتلت في ثورة التحرير الجزائرية الدامية، مُعترفة بإستقلال المغرب.